# 瑪麗塔·卡馬喬·基羅斯
玛丽塔·德尔·卡门·卡马乔·基罗斯（西班牙語：Marita del Carmen Camacho Quirós，1911年3月10日—2025年6月20日），是一位前哥斯达黎加第一夫人，其丈夫弗朗西斯科·奥里奇·博尔马西奇在1962至1966年担任哥斯达黎加总统。她是第一位成为超級人瑞的国家第一夫人。也是哥斯达黎加最长寿者以及迄今为止全世界已知最长寿的国家第一夫人。

## 個人生活
卡馬喬於1911年3月10日生於哥斯大黎加阿拉胡埃拉省聖拉蒙區，父親為萨鲁斯蒂奥·卡马乔（Salustio Camacho），母親為泽内达·基罗斯（Zeneida Quirós），雙親皆為農夫出身。她是他們的第七名女兒。
卡馬喬於1932年4月16日與當時為企業家和政治家的弗朗西斯科·奥里奇·博尔马西奇（Francisco Orlich Bolmarcich）於阿拉胡埃拉省納蘭霍區結婚。夫妻共育有兩名兒子——弗朗西斯科·奧里奇·卡馬喬（Francisco Orlich Camacho）及毛里西奧·奧里奇·卡馬喬（Mauricio Orlich Camacho）。截至2023年，她已經比丈夫多活53年。

## 作為第一夫人
1962年5月8日，隨著她的丈夫奥里奇·博尔马西奇宣誓成為第34任哥斯大黎加總統，她亦成為第一夫人。她隨著丈夫於1966年5月8日任期屆滿而離任。
她於任內積極為國內兒童提供協助，建立兒童庇護所、教學學校、學校食堂及社區中心。她亦為聖何塞韋爾法諾斯醫院及1964年開辦的國家兒童醫院提供支援。
作為第一夫人，卡馬喬亦跟隨丈夫出訪多國。她與丈夫曾與教宗若望二十三世、弗朗西斯科·佛朗哥、美國總統约翰·肯尼迪和林登·约翰逊會面。由於她的丈夫於古巴导弹危机期間成功穩定哥斯大黎加國內的局勢，夫妻二人於1966年離任時民望極高。

## 長壽
2021年3月10日，卡馬喬度過她的110歲生日，成為超級人瑞。她獲拉丁美洲超級人瑞組織承認為哥斯大黎加在世最年長者。她是世上已知的最長壽第一夫人。2025年4月30日，她成為世上第十位最長壽的人。2025年5月22日，她成為世上第八位最長壽的人。2025年5月26日，她成為世上第七位最長壽的人。
2025年6月20日，卡马乔于哥斯达黎加首都圣何塞过世，享嵩寿114岁102天。在她去世后，意大利前总统卡洛·阿泽利奥·钱皮的遗孀弗兰卡·皮拉以104岁之龄成为在世最年长的第一夫人。